# Genehen
Genehen ist ein Weiler im südlichen Stadtgebiet von Erkelenz (Kreis Heinsberg). Seit 1972 bildet es einen Stadtteil von Erkelenz.

## Geografie
Genehen liegt am Rand der Erkelenzer Börde. Südwestlich beginnt die Baaler Riedellandschaft.
Im Süden des Dorfes liegt ein Waldgebiet auf Pseudogley, staunassen Böden.

### Lage
Im Norden liegt der Weiler Commerden, im Osten liegt Bellinghoven, im Südosten liegt Tenholt, im Südwesten Granterath und im Westen liegt der Weiler Scheidt.

## Geschichte
1558 wurde Geneden in einer Urkunde genannt.
Das Präfix Gen- ist aus Präposition und Artikel entstanden: an gen (= an dem, den). Im Ortsnamen ist das Wort -neder enthalten, es bezeichnet eine Niederung oder Senke.

## Sehenswürdigkeiten
- Wegekreuz von 1897

## Religion
Die Bevölkerung ist mehrheitlich katholisch.

## Verkehrsanbindungen
Im Westen verläuft die Bundesstraße 57 direkt am Ort vorbei. Im Norden befindet sich die Anschlussstelle Erkelenz Süd an der A 46.
Im Osten liegt in einiger Entfernung die Bahnstrecke Aachen–Mönchengladbach in einer künstlichen Schlucht.